# Єнісей (ракета-носій)
«Єнісей» (рос. Енисей) — проект російської ракети-носія надважкого класу. Це перша ракета-носій, що розроблюється російською промисловістю в пострадянський період. Головна організація-розробник — ракетно-космічна корпорація «Енергія». Розроблюється в рамках федеральної цільової програми «Створення космічного ракетного комплексу надважкого класу на 2020—2030 роки» (має бути підготовлена весною 2019 року), яка оцінюється у 1,5 трлн рублів. Перший запуск очікується у 2027 році з космодрому «Восточний».
Основна ракета-носій другого етапу Російської місячної програми.